# Sauvat
 Sauvat  es una población y comuna francesa, en la región de Auvernia, departamento de Cantal, en el distrito de Mauriac y cantón de Saignes.

## Demografía
| 303 | 309 | 236 | 233 | 215 | 190 |
| Para los censos de 1962 a 1999 la población legal corresponde a la población sin duplicidades (Fuente: INSEE [Consultar]) |     |     |     |     |     |